# Pfadfinder

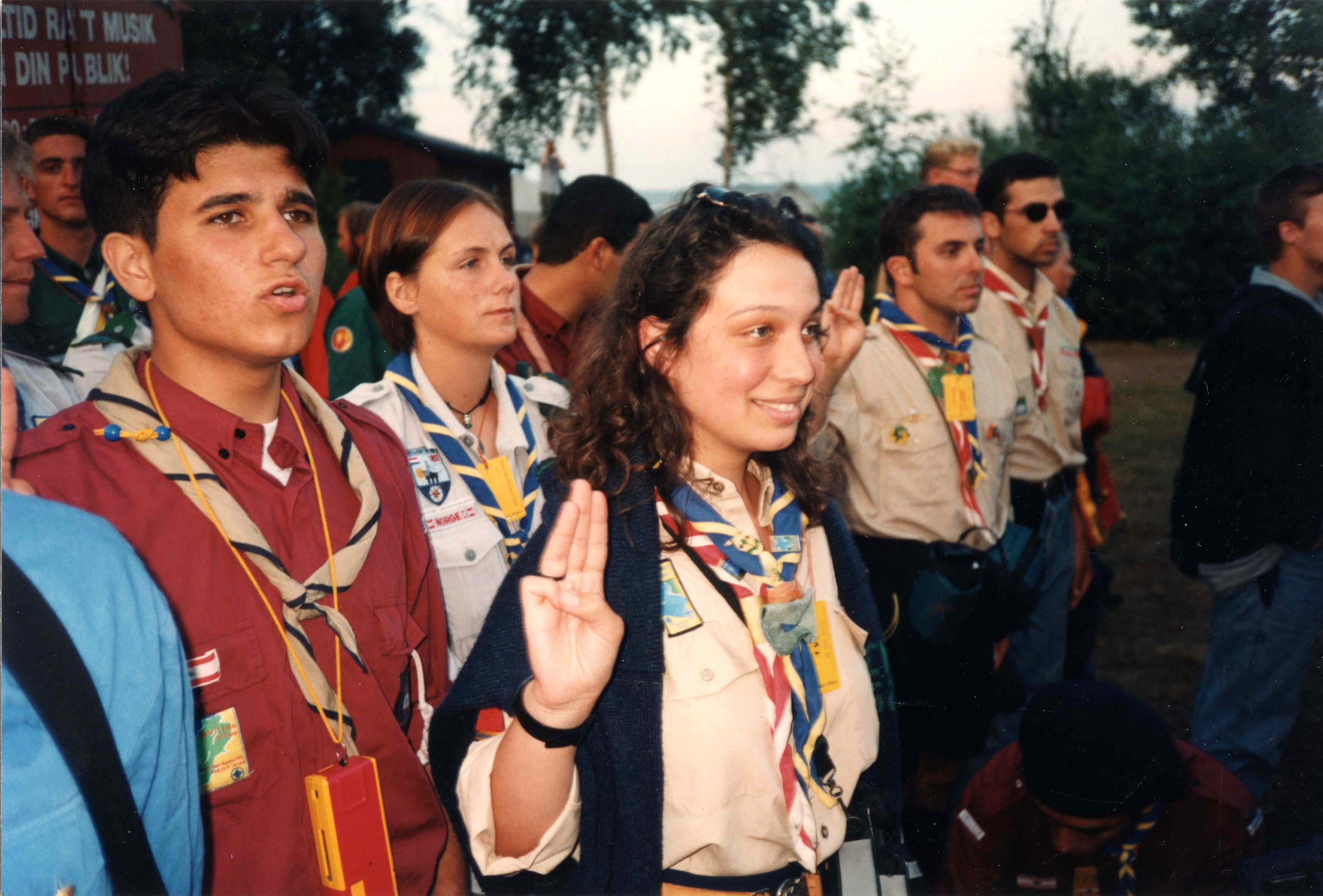
Fahnengruß von Pfadfindern verschiedener Nationalitäten beim 10th World Scout Moot 1996

Ein Pfadfinder ist ein Angehöriger einer internationalen, religiös und politisch unabhängigen Erziehungsbewegung für Kinder und Jugendliche, die Menschen aller Nationalitäten und Glaubensrichtungen offensteht. Ziel der Pfadfinderbewegung ist die Förderung der Entwicklung junger Menschen, damit diese in der Gesellschaft Verantwortung übernehmen können.
Das erste Pfadfinderlager wurde 1907 von Robert Baden-Powell, einem britischen General, auf der englischen Insel Brownsea Island durchgeführt. Baden-Powell entwickelte aus den Erfahrungen dieses Lagers in seinem 1908 erschienenen Buch Scouting for Boys eine eigenständige Methodik, die als Pfadfindermethode bezeichnet wird. In der ersten Hälfte des 20. Jahrhunderts breitete sich die Pfadfinderbewegung auf der ganzen Welt aus. Sie wurde schon nach wenigen Jahren in drei Altersstufen gegliedert, um altersgerechte Lern- und Erlebnisräume zu schaffen.
Zur Pfadfinderbewegung gehörten 2011 weltweit mehr als 60 Millionen Kinder und Jugendliche aus 216 Ländern und Territorien in zahlreichen nationalen und internationalen Jugendverbänden, die im Wesentlichen in zwei weltweiten Dachverbänden zusammengeschlossen waren: der World Association of Girl Guides and Girl Scouts und der World Organization of the Scout Movement. Etwa 300 Millionen Menschen haben bis heute der Pfadfinderbewegung angehört. Nur in fünf Staaten gab es 2016 nach Angabe der World Organization of the Scout Movement keine Pfadfinderverbände: Andorra, Volksrepublik China (ohne Hongkong und Macao), Kuba, Laos und Nordkorea.

## Pfadfindermethode

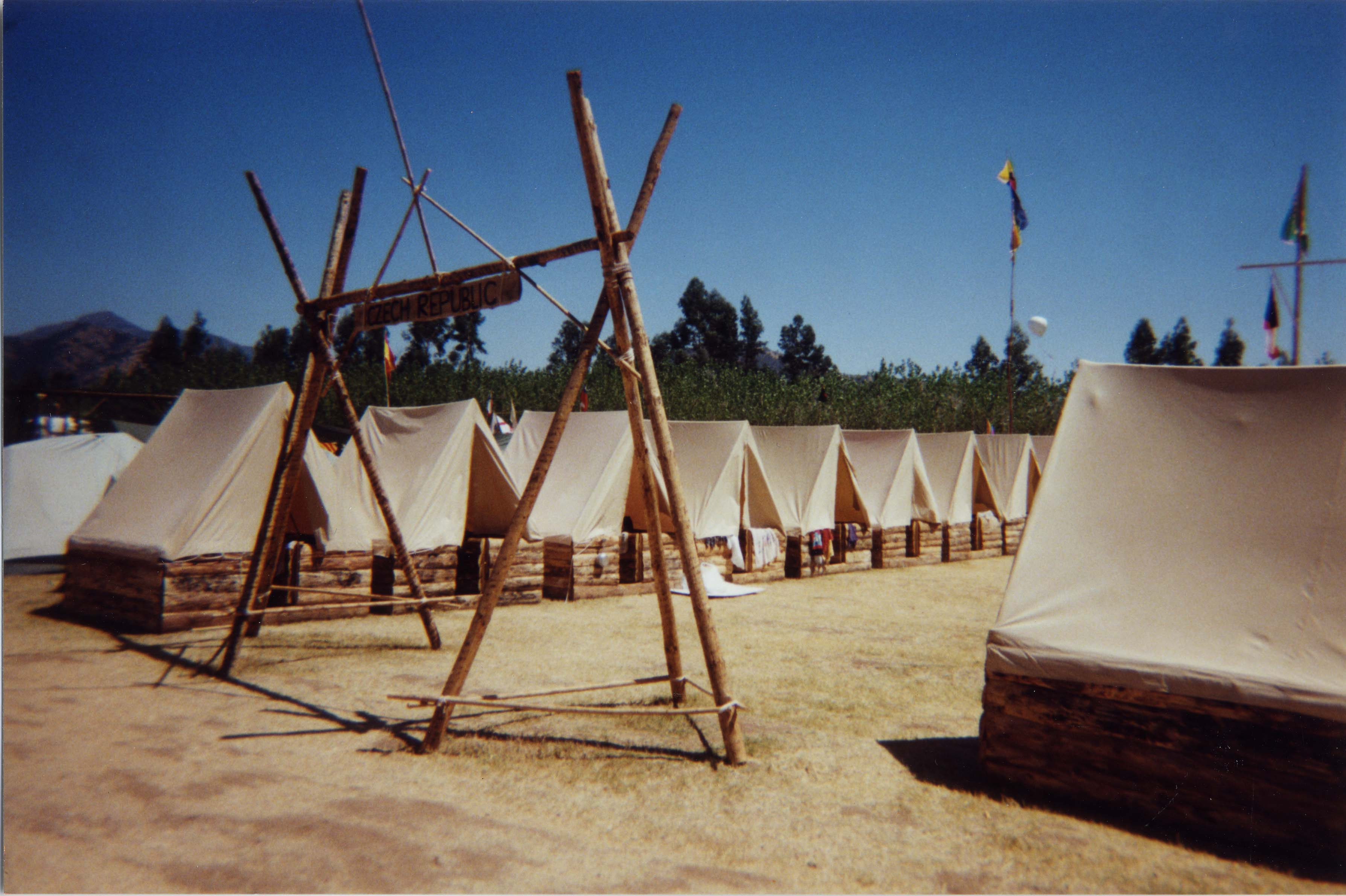
Tschechisches Lager während des World Scout Jamboree in Picarquin, Chile 1999

Zur Umsetzung seiner Erziehungsziele entwickelte Baden-Powell, der Gründer der Pfadfinderbewegung, eine eigenständige Methodik, die als Pfadfindermethode bezeichnet wird. Diese Methode wenden alle Pfadfinderverbände an. Die Bedeutung einzelner Elemente gewichten die (Dach-)Verbände unterschiedlich.
Im Folgenden wird die Umsetzung der Pfadfindermethode in der World Organization of the Scout Movement (WOSM) dargestellt. Die Beschreibungen von Ziel, Prinzipien und Methode können aber zu großen Teilen auch auf die World Association of Girl Guides and Girl Scouts (WAGGGS) und auf Pfadfinderverbände, die weder WAGGGS noch WOSM angehören, übertragen werden.
WOSM definiert in ihrer Ordnung die Pfadfinderbewegung als „eine freiwillige, nicht-politische Erziehungsbewegung für junge Menschen, die offen ist für alle, ohne Unterschiede von Herkunft, Rasse oder Glaubensbekenntnis, übereinstimmend mit dem Ziel, den Prinzipien und der Methode, die vom Gründer der Bewegung entwickelt wurden“.
Ziel der Pfadfinderbewegung ist es, „zur Entwicklung junger Menschen beizutragen, damit sie ihre vollen körperlichen, intellektuellen, sozialen und geistigen Fähigkeiten als Persönlichkeiten, als verantwortungsbewusste Bürger und als Mitglieder ihrer örtlichen, nationalen und internationalen Gemeinschaft einsetzen können“.
Die Prinzipien der Pfadfinderbewegung bilden einen Verhaltenskodex, der für alle Mitglieder gleichermaßen gilt und damit die Bewegung als Ganzes prägt. WOSM benennt drei Grundprinzipien, die als Verpflichtungen formuliert werden:
- die Pflicht gegenüber Gott,
- die Pflicht gegenüber Dritten und
- die Pflicht gegenüber sich selbst.[3]

Anstelle von „Pflicht gegenüber Gott“ wird häufig auch von einer Verpflichtung gegenüber einer höheren Macht gesprochen, um nicht-monotheistische Religionen einzubeziehen. Es wird also ein persönlicher Glaube, gleich welcher Art, vorausgesetzt.
Die Pfadfindermethode, mit deren Hilfe das Ziel der Pfadfinderbewegung erreicht und die genannten Prinzipien erfüllt werden sollen, ist ein System fortschreitender Selbsterziehung aus vier Elementen:
- Pfadfindergesetz und Pfadfinderversprechen,
- Learning by Doing (Lernen durch Tun),
- Bildung kleiner Gruppen,
- Fortschreitende und attraktive Programme verschiedenartiger Aktivitäten.

Die Pfadfindermethode umfasst die genannten vier Elemente als Ganzes; wenn einzelne Elemente weggelassen werden, wird nach Auffassung von WOSM keine Pfadfinderarbeit mehr geleistet.
„Pfadfindergesetz“ (in einigen Verbänden: Pfadfinderregeln) und „Pfadfinderversprechen“ dienen vor allem der Verpflichtung auf die gemeinsamen Werte der Pfadfinderbewegung, wobei das in allen Verbänden ähnliche Pfadfindergesetz das Wertesystem festlegt, während durch das persönlich abzulegende Versprechen die Selbstverpflichtung des Einzelnen auf diese Werte und die Bindung an die Pfadfinderbewegung verstärkt werden.
Mit der Betonung des „Learning by Doing“ (Lernen durch Tun) wird das erfahrungs- und handlungsorientierte Lernen als zentrale Lernmethode der Pfadfinderbewegung festgelegt.
Hauptziel der „Bildung kleiner Gruppen“ wie beispielsweise der Sippen ist die frühzeitige Übernahme von Verantwortung und die Erziehung zu Selbstständigkeit, um zur Entwicklung der Persönlichkeit beizutragen. Damit werden die Anerkennung von Verantwortlichkeit, Selbstvertrauen, Zuverlässigkeit und Bereitschaft zur Zusammenarbeit und Führung gefördert.
Die „fortschreitenden und attraktiven Programme verschiedenartiger Aktivitäten“ bewirken dabei eine stufenweise, auf bereits erworbenen Erfahrungen aufbauende Erweiterung des jeweiligen Horizonts und eine langfristige Bindung an die jeweilige Gruppe. Zu den Aktivitäten können Spiele, der Erwerb sinnvoller Fertigkeiten und der Dienst im Gemeinwesen gehören; sie finden meist in engem Kontakt mit Natur und Umwelt statt und sollen die Interessen der Teilnehmer berücksichtigen. Um die unterschiedlichen Aktivitäten in ein einheitliches Arbeitsprogramm einzubinden, haben viele Pfadfinderverbände aufeinander aufbauende Abzeichen- und Stufensysteme entwickelt.
Diese allgemeinen Festlegungen zur Pfadfindermethode werden im Alltag der Gruppen in einer Vielfalt von einzelnen Elementen umgesetzt. Zu den häufigsten unter ihnen zählen:
- regelmäßige Gruppenstunden in festen Gruppen, Entwicklung gemeinsamer Rituale, gemeinsame Kleidung (Pfadfinderkluft)
- Zeltlager, Fahrten und internationale Begegnungen
- frühzeitige Übernahme von Verantwortung (beispielsweise als Gruppenleiter/Sippenführer) und gleichberechtigte Partizipation aller in Entscheidungsprozessen
- und damit einhergehend die freiwillige Selbstverpflichtung durch das Pfadfinderversprechen
- Einübung von Pfadfindertechniken, Basteln und Werken
- musisch-kulturelle Aktivitäten wie gemeinsames Singen und Musizieren
- Naturerlebnis in Spielen und Erkundungen, Kennenlernen von ökologischen Zusammenhängen
- gesellschaftliches Engagement (beispielsweise durch Hilfsaktionen oder Altpapiersammlungen).

## Geschichte der Pfadfinderbewegung

### Gründung und weltweite Ausbreitung

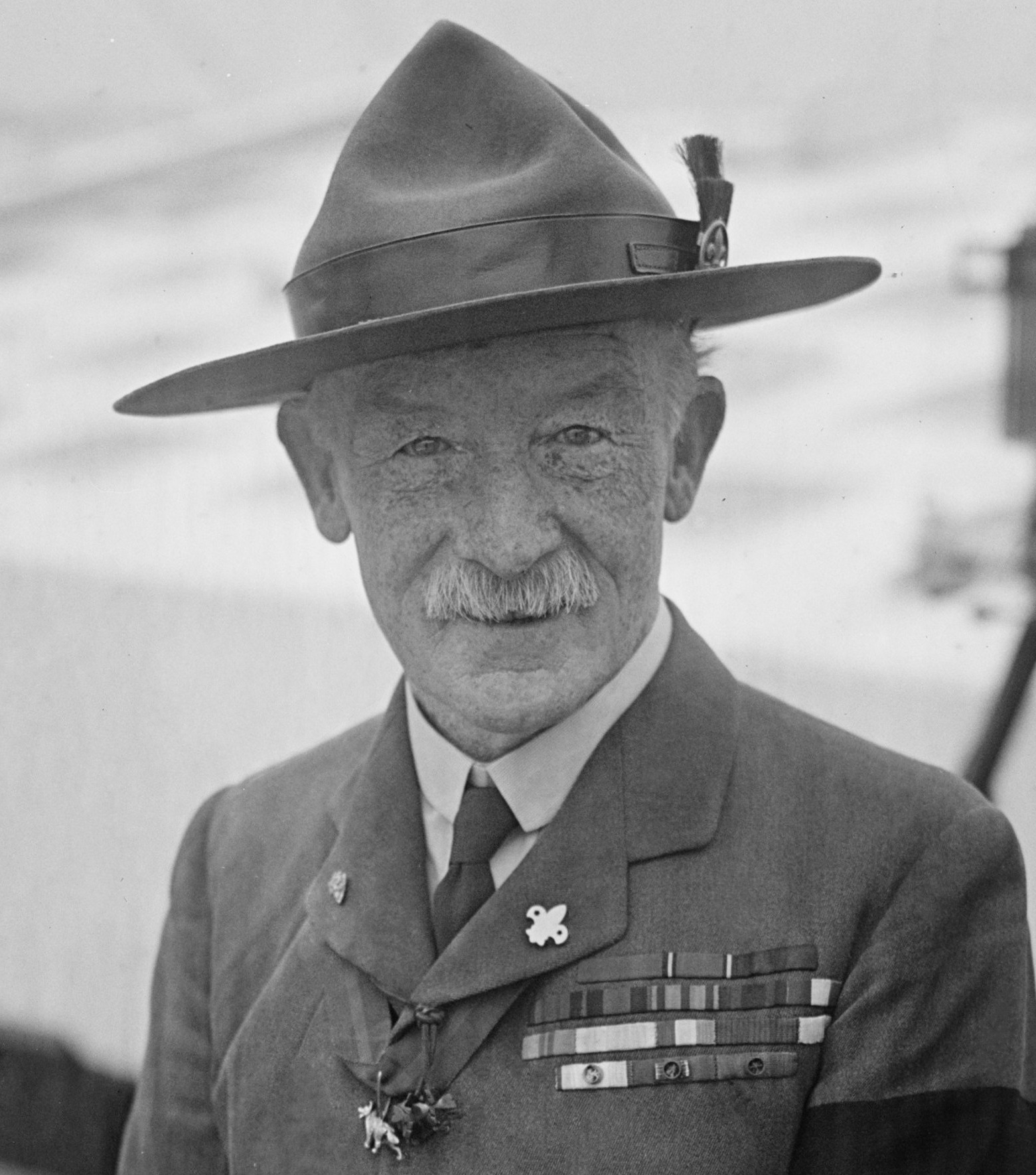
Robert Baden-Powell, Gründer der Pfadfinderbewegung, ca. 1925.

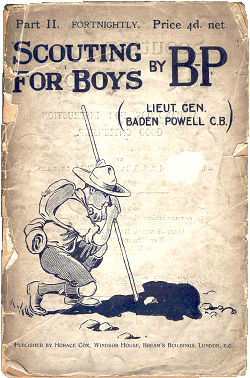
Scouting for Boys, Titelblatt der 2. Lieferung, 1907.

1899 veröffentlichte der englische General Baden-Powell für die britische Armee das Buch Aids to Scouting (Anleitung zum Kundschafterdienst), das wegen Baden-Powells Heldenstatus aus dem Zweiten Burenkrieg bei den Jugendlichen in England großes Interesse auslöste. Als Baden-Powell 1903 nach seiner Rückkehr nach England feststellte, dass überall nach seinem Buch „Kundschafter“ gespielt wurde, begann er, aus diesem Spiel ein – heute würde man sagen erlebnispädagogisches – Konzept zur Jugenderziehung zu entwickeln. Zur Erprobung dieses Konzepts veranstaltete er vom 31. Juli bis zum 9. August 1907 ein erstes Lager auf Brownsea Island. Daran nahmen 22 Jungen aus verschiedenen sozialen Schichten teil. Sie trugen einheitliche Uniformen, um die sozialen Unterschiede zu verdecken. Aufbauend auf diesen Erfahrungen veröffentlichte Baden-Powell 1908 eine für Jugendliche überarbeitete Version von Aids to Scouting unter dem Titel Scouting for Boys.
In diesem Buch benannte er den Ritter St. Georg, der einen Drachen getötet haben soll, als Schutzpatron der Pfadfinder. Nach seinem Vorbild sollten Pfadfinder ritterlich und ehrlich handeln, anderen Menschen Freund sein, Hilfsbedürftige und Schwache unterstützen und die Umwelt schützen.
Obwohl das in Scouting for Boys Dargestellte eigentlich nur die Methodik der schon existierenden Jugendverbände ergänzen sollte, entstanden auch außerhalb dieser Verbände viele Pfadfindergruppen. Um diese Bewegung in England zusammenzufassen, wurde noch 1908 die Boy Scout Association gegründet. Gleichzeitig entstanden in vielen anderen Ländern ebenfalls Pfadfindergruppen, so dass es schon vor dem Ersten Weltkrieg auf allen Kontinenten – mit Ausnahme der Antarktis – Pfadfindergruppen gab.
Für diesen großen Erfolg und die rasche Ausbreitung der Pfadfinderidee gab es mehrere Gründe. Maßgeblich in Großbritannien, den Dominions und den britischen Kolonien waren die gezielten Pressekampagnen und die Lobbyarbeit, die Baden-Powell gemeinsam mit Arthur Pearson, dem Verleger von Scouting for Boys, betrieb. Schon vor der Publikation versandten beide zahlreiche Werbebriefe an Persönlichkeiten des öffentlichen Lebens in Großbritannien, unter anderem auch an Angehörige des Königshauses. Gleichzeitig mit der Buchveröffentlichung wurde die wöchentlich erscheinende Jungenzeitschrift Scouting gestartet, die schon Ende 1908 eine Auflage von 110.000 Exemplaren erreichte. Daneben entstanden weitere Pfadfinderzeitschriften, die ähnliche Auflagen erzielten.
Die durch diese Kampagnen erzielte Begeisterung wurde auch außerhalb von Großbritannien wahrgenommen und in Presseveröffentlichungen herausgestellt. Dieses Interesse führte in Verbindung mit dem als Erziehungsziel wahrgenommenen Ideal des „guten Staatsbürgers“, das bürgerliche Wertvorstellungen bediente, zur Gründung von Pfadfinderverbänden in anderen Ländern, meist durch Pädagogen oder an der Erziehung interessierten Menschen. Zum Export der Pfadfinderidee in andere Länder existieren auch einige Anekdoten, so die vom unbekannten Pfadfinder, der den späteren Gründer der Boy Scouts of America durch den Londoner Nebel führte und dafür keine Belohnung annahm mit der Begründung: “I’m a Scout.” (deutsch: „Ich bin Pfadfinder.“)
Unterstützt wurde die rasche Ausbreitung dadurch, dass etwa gleichzeitig die Jugend als eigenständige Lebensphase entdeckt wurde und verschiedene pädagogische Konzepte zum Umgang mit dieser Altersstufe entstanden. Parallel zur Pfadfinderbewegung entstanden weitere Jugendverbände und -organisationen, wie beispielsweise der Christliche Verein Junger Männer, der deutsche Wandervogel oder die Arbeiterjugendbewegung. In Deutschland fiel die Gründungsphase der Pfadfinderbewegung zeitlich mit der ersten Phase der Reformpädagogik und ihren Schulgründungen zusammen.

### Ausbau der Pfadfinderbewegung

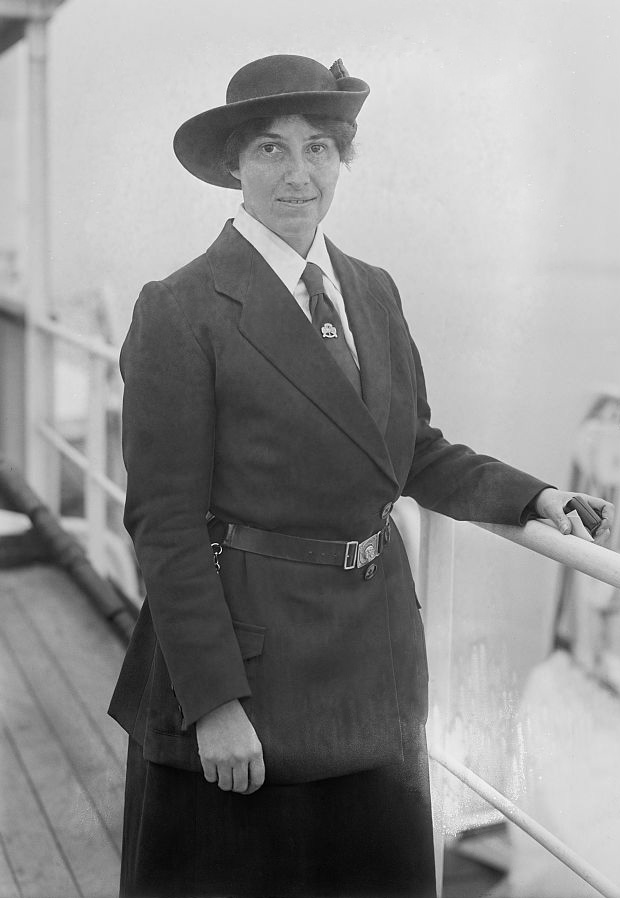
Olave Baden-Powell, ca. 1925.

Das erste große Pfadfindertreffen fand 1909 mit mehr als 11.000 Teilnehmern im Crystal Palace in London statt. Baden-Powell war überrascht, als er dort auch Mädchen traf, die sich als Pfadfinderinnen bezeichneten, da sich sein Erziehungskonzept nur an Jungen richtete. Für die Mädchen wurden deshalb 1910 die Girl Guides (Pfadfinderinnen; in den USA Girl Scouts) gegründet, die von seiner Schwester Agnes Baden-Powell geleitet wurden. 1916 übernahm Olave Baden-Powell, Baden-Powells Frau, diese Aufgabe.
Da sich bald auch Jungen unter 12 Jahren den Pfadfindergruppen anschließen wollten, wurde 1914 für sie von Baden-Powell und Vera Barclay die Wölflingsarbeit eingeführt, deren Arbeitsformen sich stärker am Spiel orientieren. Für die älter werdenden Pfadfinder wurde 1919 als dritte Altersstufe die Roverarbeit entwickelt, deren Kern der Dienst an der Gemeinschaft ist. Im selben Jahr schenkte William De Bois Maclaren das Gelände von Gilwell Park der Boy Scouts Association, das diese als Ausbildungszentrum für Pfadfinderführer nutzte. Bereits sechs Wochen nach der Übergabe fand dort der erste Woodbadgekurs für Leiter statt.
1920 wurde in London für die männlichen Pfadfinder das Boy Scouts International Bureau gegründet, in dem die Pfadfinderverbände weltweit zusammenarbeiteten und das später seinen Namen in World Organization of the Scout Movement (WOSM) änderte. Für die internationale Zusammenarbeit zwischen den Pfadfinderinnen war bereits 1919 der International Council entstanden, aus dem 1928 die World Association of Girl Guides and Girl Scouts (WAGGGS) hervorging.
1941 starb Baden-Powell mit fast 84 Jahren in Nyeri in Kenia. In seinem letzten Brief hinterließ er der Pfadfinderbewegung ihren bis heute wohl wichtigsten Satz: „Versucht, die Welt ein bisschen besser zurückzulassen, als ihr sie vorgefunden habt.“ Seine Frau Olave, seit 1932 Chief Guide of the World, starb 1977.

### Veranstaltungen und Zentren

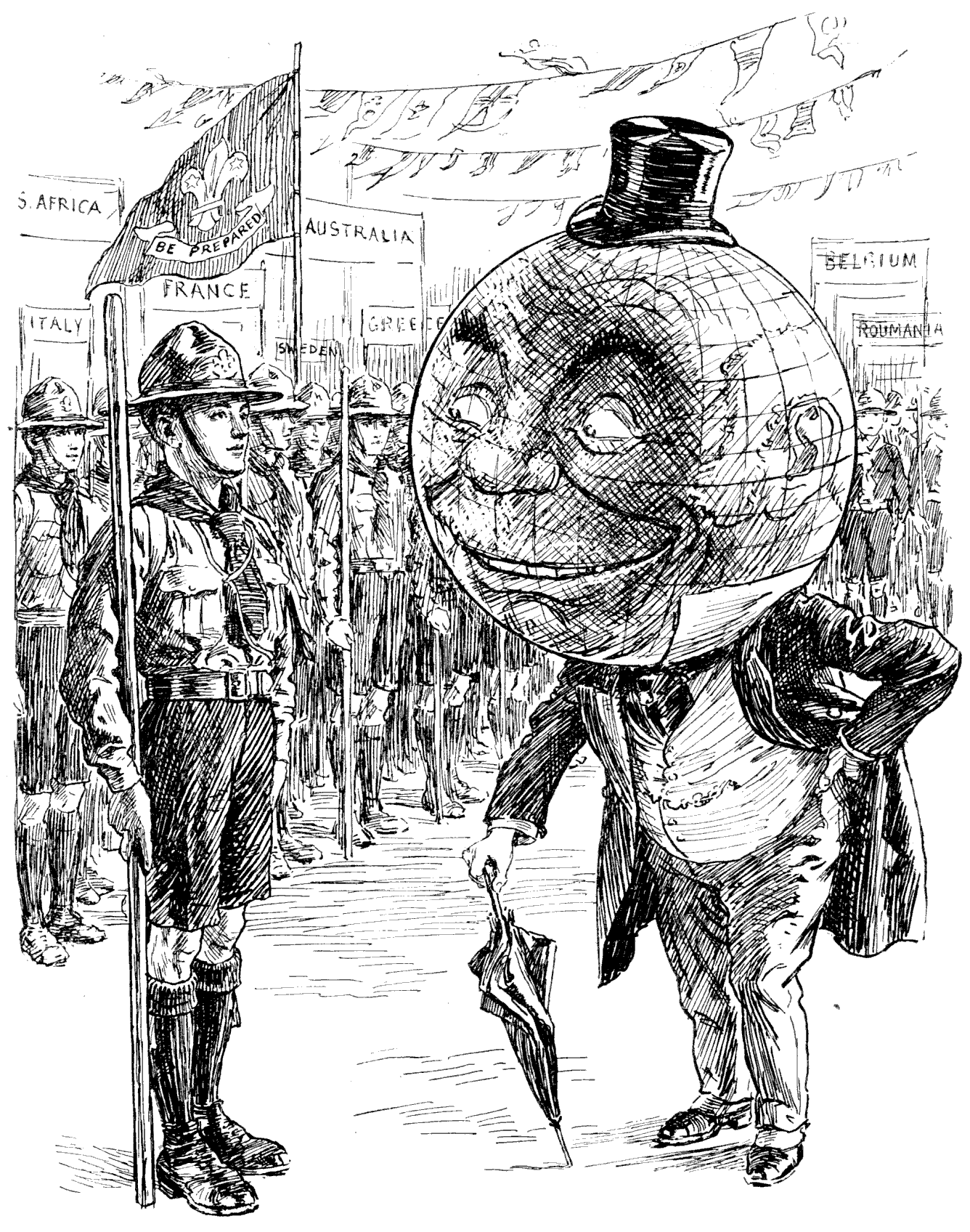
Karikatur des Punch zum Jamboree 1920.

Nur zwei Jahre nach dem Ende des Ersten Weltkriegs fand 1920 in London das erste Weltpfadfindertreffen statt. An diesem World Scout Jamboree nahmen etwa 8000 Pfadfinder aus 27 Ländern teil. Sie ernannten Baden-Powell spontan zum Chief Scout of the World. Seitdem werden in der Regel im Vier-Jahres-Rhythmus Jamborees abgehalten. Weitere wichtige World Scout Jamborees waren das 1947 nach der durch den Zweiten Weltkrieg erzwungenen Pause abgehaltene Jamboree de la Paix in Frankreich und das Jubilee Jamboree 1957 in England zum fünfzigsten Jubiläum der Pfadfinderbewegung und hundertsten Geburtstag von Baden-Powell. 1979 fiel das World Scout Jamboree wegen der islamischen Revolution im Iran erstmals seit dem Zweiten Weltkrieg aus. Stattdessen wurde ein World Jamboree Year durchgeführt. Am World Scout Jamboree 1983 in Kanada durften erstmals Mädchen aus koedukativen WOSM-Mitgliedsverbänden teilnehmen.
1931 fand in Kandersteg das erste World Scout Moot für Rover statt, ein Treffen der älteren Pfadfinder. 1939 trafen sich in Ungarn 4000 Pfadfinderinnen zum ersten Weltlager der Pfadfinderinnen Pax Ting. Seit 1957 führt WAGGGS keine Weltlager mehr durch.
Neben die World Scout Jamborees und die World Scout Moots traten in der zweiten Hälfte des 20. Jahrhunderts zwei jährlich abgehaltene internationale Veranstaltungen, an denen Gruppen von ihrem Heimatort aus teilnehmen können: 1958 das Jamboree-on-the-Air, bei dem über Funk kommuniziert wird, und 1997 das Jamboree On The Internet.
Parallel zum Aufbau dieses Netzwerks von Veranstaltungen entstanden zahlreiche Pfadfinderzentren, von denen die wichtigsten von den Weltverbänden betrieben werden. Im schweizerischen Kandersteg gibt es seit 1923 das Kandersteg International Scout Centre / KISC als Weltzentrum von WOSM. WAGGGS eröffnete 1932 mit Our Chalet in Adelboden in der Schweiz sein erstes Weltzentrum, 1939 folgte Our Ark in London (1963 in Olave House umbenannt, 1990 aufgegeben). Dazu kamen 1957 Our Cabaña in Morelos in Mexiko, 1966 Sangam in Pune in Indien und 1990 Pax Lodge in London (als Ersatz für Olave House). Zu den Zentren mit weltweiter Bedeutung zählt auch der oben schon erwähnte Gilwell Park, obwohl er auch heute noch dem britischen Pfadfinderverband gehört.

### Modernisierung und Abspaltungen
Bereits in der Gründungsphase der Pfadfinderbewegung entstanden in vielen Ländern mehrere konkurrierende Pfadfinderverbände, die in der Regel keinen längeren Bestand hatten, da ihre Mitgliederzahl zu gering für eine dauerhafte Selbständigkeit war oder sie sich in Dachverbänden zusammenschlossen. Außerhalb Deutschlands kam es erst ab den 1960er Jahren zu einer erneuten und sich verstärkenden Aufsplitterung in verschiedene Pfadfinderverbände, die aber nur einen geringen Anteil an der Gesamtzahl aller Pfadfinder ausmachen. Hauptgrund für diese Entwicklung waren die Modernisierungsbestrebungen der großen Verbände, die von Einzelnen als Aufgabe der ursprünglichen Pfadfindermethode nach Baden-Powell wahrgenommen wurden.
Aus diesen Gegenbewegungen entstanden unter anderem zwei kleine internationale Dachverbände. 1956 wurde in Köln die Fédération du Scoutisme Européen gegründet, die 1978 nach einer Neuausrichtung in Union Internationale des Guides et Scouts d’Europe umbenannt wurde. Sie fördert insbesondere die religiöse Bindung und Ausrichtung der Pfadfindergruppen. 1996 entstand die World Federation of Independent Scouts, deren Ziel es ist, Pfadfinderverbänden, die nicht Mitglied von WOSM oder WAGGGS sind, ein internationales Dach zu bieten.
Die Reaktionen auf diese Abspaltungen fielen und fallen sehr unterschiedlich aus, auf nationaler Ebene reichen sie von der Zusammenarbeit mit ihnen über das Ignorieren der Gruppen bis hin zu Gerichtsverfahren um den in einigen Ländern als Marke geschützten Begriff Pfadfinder. WOSM erkennt diese Verbände in der Regel als Pfadfinder an, bedauert aber ihre Nichtmitgliedschaft in einem einheitlichen Weltverband.

### Pfadfinder in totalitären Staaten: Zwischen Verbot und Kollaboration
In totalitären Staaten wurden wiederholt die Pfadfinderverbände verboten, in die staatlichen Jugendorganisationen eingegliedert oder unter staatliche Kontrolle gestellt. Da in den zwei letzten Fällen in der Regel die politische Unabhängigkeit des betroffenen Verbandes eingeschränkt wurde, suspendierten die Weltverbände WAGGGS und WOSM die jeweiligen Verbände oder schlossen sie ganz aus. Die Begründung für die Verbote oder die staatlichen Kontrollmaßnahmen fielen in Abhängigkeit vom politischen System des jeweiligen Staates sehr unterschiedlich aus. In sozialistischen Staaten wurde der Pfadfinderbewegung vorgeworfen, sie sei eine bürgerliche reaktionäre Bewegung, während in durch den Faschismus geprägten Staaten argumentiert wurde, durch ihre Internationalität sei die Pfadfinderbewegung sozialistisch geprägt.
Insbesondere die aus den sozialistischen Staaten geflüchteten Pfadfinder gründeten Exilverbände, von denen einige noch heute existieren. Zum Teil sind diese Gruppen an die jeweiligen Nationalverbände des Gastlandes angeschlossen worden, andere blieben selbstständig. Nach dem Fall des Eisernen Vorhangs wurde 1990 von WOSM ein Informationsbüro in Moskau gegründet. In allen ehemals sozialistischen Staaten entstanden daraufhin Pfadfindergruppen, die oft an die Traditionen aus der Zeit vor ihrem Verbot anknüpften. Häufig wurde dieser Neuaufbau von den Exilgruppen unterstützt.
Unter staatliche Kontrolle gestellt wurden kurz nach dem Zweiten Weltkrieg beispielsweise die polnischen und jugoslawischen Verbände, die daraufhin ihr Erziehungssystem an staatlichen Vorgaben orientieren mussten. Sie wurden deshalb aus WOSM ausgeschlossen. In Polen entstanden im staatlich kontrollierten Pfadfinderverband parallele Untergrundstrukturen, die weiterhin nach der ursprünglichen Pfadfindermethode arbeiteten.

### Entwicklung im deutschsprachigen Raum

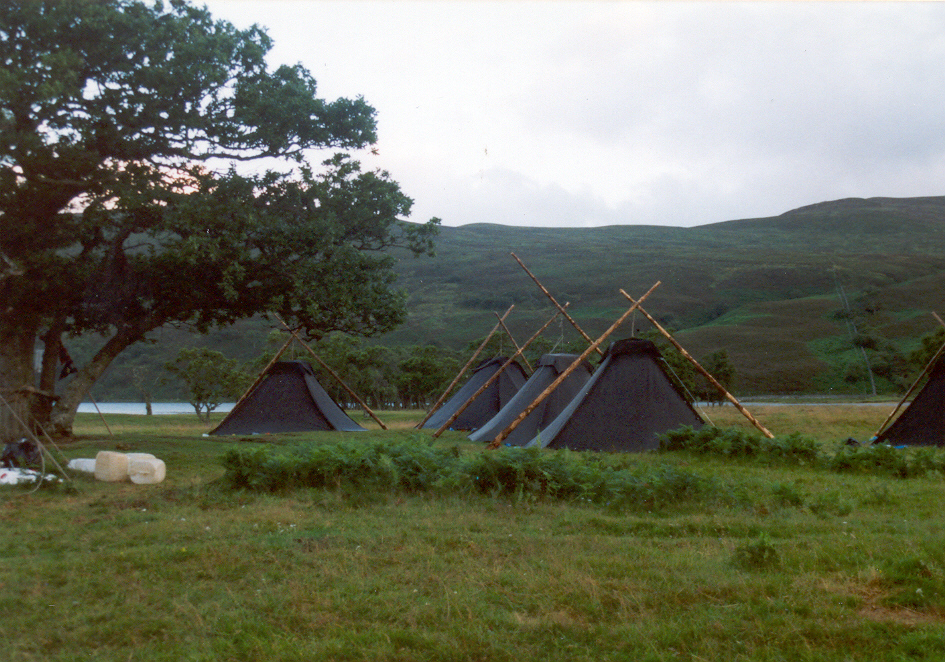
Lager deutscher Pfadfinder mit Kohten

Die Pfadfinderbewegung erreichte bereits kurz nach ihrer Gründung in England im Jahre 1907 den deutschsprachigen Raum. In fast allen deutschsprachigen Ländern entstanden noch vor dem Ersten Weltkrieg Pfadfindergruppen, die sich in unterschiedlichen, häufig nach Geschlechtern und Konfessionen getrennten Verbänden zusammenschlossen.
Während sich in fast allen Ländern die Pfadfinderverbände bis zum Zweiten Weltkrieg gleichmäßig auf der Grundlage von Scouting for Boys und eng an das englische Ausbildungssystem angelehnt weiterentwickelten, schlug das deutsche Pfadfindertum (und in geringerem Umfang auch das österreichische) durch den Kontakt mit der Wandervogel-Bewegung einen Sonderweg ein: Die Pfadfinderbünde wurden Teil der Jugendbewegung, sie verschmolzen die Formen des englischen Scoutismus mit denen des Wandervogels. Dies hatte zur Folge, dass sich innerhalb der Bünde unterschiedliche Erneuerungsbewegungen entwickelten, die zur Abspaltung und Vereinigung verschiedener kleinerer und größerer Bünde führten. Die so genannte Bündische Jugend mit einer Vielzahl von Pfadfinder-, Wandervogel- und Jungenschafts-Bünden entstand.
Nach der Machtergreifung der Nationalsozialisten wurden 1933 und 1934 in Deutschland die nichtkonfessionellen Pfadfinderverbände aufgelöst und ihre Mitglieder in die Hitlerjugend überführt. Die konfessionellen Verbände konnten sich unter starker Einschränkung ihrer Arbeit länger halten, wurden aber bis spätestens 1938 ebenfalls von der Gestapo verboten. Während des Zweiten Weltkriegs ereilte das gleiche Schicksal die Pfadfinderverbände in den vom Deutschen Reich besetzten Ländern.
Nach dem Zweiten Weltkrieg wurden in den Westzonen die Pfadfinderverbände wieder aufgebaut. In der Sowjetischen Besatzungszone beziehungsweise später der Deutschen Demokratischen Republik blieb die Pfadfinderarbeit weiterhin verboten, der einzige erlaubte Jugendverband war die Freie Deutsche Jugend, deren Kinderorganisation, die Pionierorganisation Ernst Thälmann, der Pfadfinderbewegung nachempfunden war.
In fast allen deutschsprachigen Ländern schlossen sich die Pfadfinderverbände zu Dachverbänden oder Gesamtorganisationen zusammen, um allen Pfadfinderinnen und Pfadfindern die Mitgliedschaft in den Weltverbänden WAGGGS und WOSM zu ermöglichen. Dennoch setzte in der Bundesrepublik Deutschland nach der ersten Aufbauphase wieder eine zunehmende Zersplitterung der Pfadfinderbewegung ein, zuerst erneut am Konflikt scoutistisch – bündisch festzumachen, später verstärkt in der Auseinandersetzung zwischen traditionellen und progressiven Pfadfindern, da sich viele Verbände angeregt durch den gesellschaftlichen Wertewandel gegen Ende der 1960er Jahre auch politisch engagieren.
Im letzten Drittel des 20. Jahrhunderts öffneten sich die meisten Pfadfinderinnen- und Pfadfinderverbände für das jeweils andere Geschlecht oder fusionierten mit ähnlich ausgerichteten Gruppen zu koedukativen Verbänden.
Nach der politischen Wende in der DDR wurden dort ab 1990 auch Pfadfindergruppen aufgebaut. Zu großen Teilen wurden sie von den westdeutschen Verbänden angeregt oder orientierten sich an ihnen. Die meisten neuen Gruppen schlossen sich diesen auch sehr bald an, in einigen Gebieten entstanden aber auch eigenständige Verbände. Insgesamt ist die Anzahl und Größe der Pfadfindergruppen im Osten Deutschlands bis heute deutlich geringer als in vergleichbaren westdeutschen Gebieten.
Etwa gleichzeitig mit der Ausweitung in den Osten Deutschlands entstanden insbesondere in Deutschland verschiedene freikirchliche Pfadfinderverbände, die zum Teil sehr schnell und stark wuchsen. Zu ihnen gehören mit den Royal Rangers und den Christlichen Pfadfinderinnen und Pfadfindern der Adventjugend auch zwei internationale Verbände mit Gruppen in Österreich und der Schweiz.

## Strukturen und Organisationen der Pfadfinderbewegung

### Weltweite Strukturen

Zeichen der World Organization of the Scout Movement (mit Lilie).

Zeichen der World Association of Girl Guides and Girl Scouts

Innerhalb der Weltpfadfinderbewegung gibt es zwei getrennte große Weltverbände: die World Organization of the Scout Movement (WOSM; etwa 31 Millionen Mitglieder in 161 Ländern), die ursprünglich nur die männlichen Pfadfinder aufnahm, sich seit etwa 1990 aber als koedukativer Verband versteht, und die World Association of Girl Guides and Girl Scouts (WAGGGS; etwa 10 Millionen Mitglieder in 144 Ländern) für Pfadfinderinnen, wobei in Einzelfällen auch Jungen und Männer aufgenommen werden. Beide Weltverbände nehmen jeweils nur ein nationales Mitglied auf; deshalb sind aus Staaten mit mehreren Pfadfinderverbänden häufig Dachverbände Mitglied bei WOSM und WAGGGS. Koedukative Verbände meldeten vor 1990 meist die männlichen Mitglieder bei WOSM und die weiblichen bei WAGGGS an, heute wird diese Verfahrensweise von WOSM nicht mehr akzeptiert, eine auf beide Organisationen aufgeteilte Mitgliedermeldung wird bei der Neuaufnahme von Mitgliedsverbänden abgelehnt.
WOSM und WAGGGS kooperieren in vielen Arbeitsfeldern, setzen aber wegen der Unterschiede bei den Mitgliedsorganisationen, insbesondere wegen der unterschiedlichen gesellschaftlichen Interessen ihrer Mitglieder unterschiedliche Schwerpunkte. Während WOSM sich als globale Erziehungsbewegung versteht, legt WAGGGS großes Gewicht auf die rechtliche und reale Gleichstellung von Frauen und Mädchen und sieht sich vor allem als Emanzipationsbewegung. Diese unterschiedlichen Ausrichtungen wirken sich auch auf die Arbeitsformen der Weltverbände aus. So führt WAGGGS beispielsweise keine Weltlager mehr durch, die internationale Arbeit konzentriert sich stärker auf Schulungen und Seminare in den vier Weltzentren und den Thinking Day.
Die zwei großen Weltverbände gliedern sich in Regionen, die meist den Kontinenten entsprechen. Diese führen eigene Veranstaltungen durch. Innerhalb von WOSM und WAGGGS gibt es Arbeitsgemeinschaften von Pfadfinderverbänden, die ähnliche gelagerte Arbeit leisten oder mit ähnlichen Problemen konfrontiert sind. Ein Schwerpunkt dieser Kooperationen liegt im religiösen Bereich.
Neben den zwei großen Weltverbänden WOSM und WAGGGS existieren mehrere kleine unabhängige Verbände, die ihren Mitgliedsverbänden die Teilhabe an der internationalen Gemeinschaft der Pfadfinder ermöglichen. Zu ihnen gehören die World Federation of Independent Scouts (WFIS; etwa 35.000 Mitglieder in 40 Ländern), die Union Internationale des Guides et Scouts d’Europe (UIGSE; etwa 70.000 Mitglieder in 20 Ländern), die Confédération Européenne de Scoutisme (CES; in sechs Ländern vertreten) und der Order of World Scouts (OWS; in 14 Ländern vertreten).
Nur in fünf Staaten (Kuba, Andorra, Volksrepublik China – mit Ausnahme von Hongkong und Macau –, Nordkorea, Laos) gibt es nach Angaben von WOSM keine Pfadfinderverbände.

### Nationale Pfadfinderverbände
Für die nationalen Zusammenschlüsse der Pfadfinder gibt es weltweit zwei Grundmodelle. Insbesondere im englischsprachigen Raum verbreitet ist der Typus des großen Pfadfinderverbandes, zu dem nahezu alle Pfadfindergruppen des Landes gehören. In diesen können die einzelnen Ortsgruppen (in Deutschland meist als Stamm bezeichnet) dann entscheiden, ob sie sich schwerpunktmäßig auf Kinder und Jugendliche einer Religion konzentrieren oder ob sie offen für alle sind. In Kontinentaleuropa und den frankophonen Ländern orientieren sich dagegen Pfadfinderverbände häufig an den einzelnen Konfessionen und Religionen; in der Regel schließen sich diese konfessionellen Verbände dann wie in Deutschland und Frankreich zu nationalen Dachverbänden zusammen, über die die Mitgliedschaft bei WOSM und WAGGGS organisiert ist.

### Altersstufen und Arbeitsformen
Um eine altersgerechte Arbeit zu gewährleisten, teilen nahezu alle Pfadfinderverbände ihre Mitglieder in verschiedene Altersstufen mit jeweils eigenen Schwerpunkten ein. Die Bezeichnungen für die Altersstufen variieren dabei von Verband zu Verband, oft werden auch nicht alle Stufen angeboten. Die Übergänge zwischen den einzelnen Stufen sind häufig fließend, sie hängen auch von der Reife des Betroffenen ab. Die gebräuchlichsten Bezeichnungen sind:
| Alter          | allgemein          | Österreich                       | Schweiz          | Liechtenstein | Deutschland                        | Luxemburg                              | Niederlande           |
| -------------- | ------------------ | -------------------------------- | ---------------- | ------------- | ---------------------------------- | -------------------------------------- | --------------------- |
| 5–6 Jahre      | Biber              | Biber (nur in einzelnen Gruppen) | Biber            |               | Biber (nur in einzelnen Verbänden) | Beaver bzw. Biber                      | Bevers                |
| 6–11 Jahre     | Wölflinge          | Wichtel/Wölflinge                | Wölfe            | Bienle/Wölfle | Wölflinge/Wichtel                  | Wëllefcher                             | Welpen                |
| 11–13 Jahre    | (Jung-)Pfadfinder  | Guides/Späher                    | Pfadi            | Pfadfinder    | (Jung-)Pfadfinder                  | Scouten/Guiden bzw. Aventuren/Explorer | Scouts                |
| 14–16 Jahre    | Pfadfinder         | Caravelles/Explorer              | Pio              | Pfadfinder    | Pfadfinder                         | Explorer bzw. Caravellen/Pionéier      | Scouts (bis 15 Jahre) |
| 16–18 Jahre    | Ranger/Rover       | Ranger/Rover                     | Pio/Rover/Leiter | Pioniere      | Ranger/Rover/Leiter                | Explorer bzw. Caravellen/Pionéier      | Explorers             |
| 18–21/25 Jahre | Ranger/Rover       | Ranger/Rover/Leiter              | Rover/Leiter     | Rover/Leiter  | Ranger/Rover/Leiter                | Ranger/Rover/Cheffen                   | Roverscout            |
| ab 21 Jahre    | Leiter/Erwachsener | Pfadfinderführer bzw. -leiter    | Rover/Leiter     | Rover/Leiter  | Ranger/Rover/Leiter/ Erwachsener   | Ranger/Rover/Cheffen                   | Leiter                |

Details zur Einteilung der Altersstufen innerhalb eines Verbandes finden sich in der Regel im jeweiligen Artikel.
In einigen Verbänden gibt es noch die Biberstufe, die vor den Wölflingen kommt. Während jedoch auch schon mit den Wölflingen pfadfinderisch gearbeitet wird, handelt es sich dabei jedoch um eine reine Spielgruppe.
Eigenständige Leiter- und Erwachsenen-Stufen finden sich nur bei einem kleinen Teil der Pfadfinderverbände, sehr häufig verlassen Erwachsene ohne Leitungsaufgabe die Verbände und schließen sich einer Altpfadfindergilde an. Eine besondere Form der Erwachsenenarbeit ist die in Deutschland in einigen evangelischen Verbänden geübte Kreuzpfadfinderarbeit.
Neben den „klassischen“ Pfadfindergruppen gibt es in vielen Ländern besondere Arbeitsbereiche, wie beispielsweise Seepfadfinder oder Luftpfadfinder. Die Arbeitsform Pfadfinder Trotz Allem (PTA) (in Österreich seit 1995: Pfadfinder Wie Alle (PWA)) richtet sich an Menschen mit verschiedenen Behinderungsformen.

## Pfadfinderverbände im deutschsprachigen Raum
Die unten aufgeführten Pfadfinderverbände im deutschsprachigen Raum gliedern sich unterhalb der nationalen Ebene in Abhängigkeit von der Verbands- und Landesgröße in überregionale und regionale Zusammenschlüsse (beispielsweise: Diözesanverbände, Landesmarken, Gaue, Bezirke, Regionen, Kantonalverbände), die sich aus den einzelnen Stämmen (Ortsgruppen; in Österreich: Gruppen, in der Schweiz: Abteilungen) zusammensetzen. Diese wiederum umfassen meist alle Meuten (Wölflingsgruppen), Sippen (in Österreich: Patrullen, in der Schweiz: Patrouillen) und Roverrunden eines Ortes oder Stadtteils.

### Belgien
Die in der deutschsprachigen Gemeinschaft Belgiens aktiven Pfadfindergruppen gehören zu den miteinander kooperierenden Verbänden Les Scouts (überkonfessionell) und Guides Catholiques de Belgique (GCB) (katholisch). Die regionalen Zusammenschlüsse Region Hohe Seen (Les Scouts) und Distrikt obere Weser (GCB) umfassen sowohl die deutschsprachigen wie auch die französischsprachigen Gruppen. Beide Verbände gehören zum belgischen Dachverband Guidisme et Scoutisme en Belgique/Gidsen- en Scoutsbeweging in België, der Mitglied von WAGGGS und WOSM ist. Insgesamt sind in der deutschsprachigen Gemeinschaft Belgiens etwa 1.000 Pfadfinderinnen und Pfadfinder aktiv.

### Deutschland

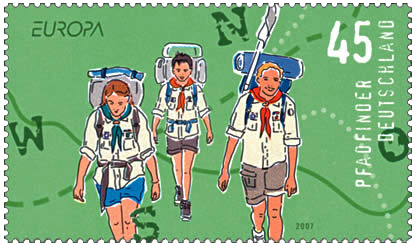
100 Jahre Pfadfinder: Deutsche Sonderbriefmarke von 2007

In Deutschland haben sich fünf Verbände zum Ring deutscher Pfadfinder*innenverbände (rdp) zusammengeschlossen. Er umfasst zwei katholische und je einen evangelischen, moslemischen und interkonfessionellen Pfadfinderverband. Mitglieder sind der Bund der Pfadfinder*innen (BdP), Bund Muslimischer Pfadfinderinnen und Pfadfinder Deutschlands (BMPPD), die Pfadfinderinnenschaft St. Georg (PSG), die Deutsche Pfadfinder*innenschaft Sankt Georg (DPSG) und der Verband Christlicher Pfadfinderinnen und Pfadfinder (VCP). Der rdp ist Mitglied in den Weltverbänden WOSM und WAGGGS; die Vorgängerorganisationen Ring deutscher Pfadfinderverbände und Ring Deutscher Pfadfinderinnenverbände wurden jeweils 1950 in die Dachverbände aufgenommen. Mit Ausnahme der PSG arbeiten die fünf Ringverbände koedukativ.
Neben den fünf Ringverbänden gibt es mehr als 140 weitere Pfadfinderbünde in Deutschland. Zu den größten unter ihnen zählen der Deutsche Pfadfinder*innenverband (DPV; ein Dachverband verschiedener interkonfessioneller Bünde), die Christliche Pfadfinderschaft Deutschlands (CPD), die Christlichen Pfadfinder Royal Rangers (RR), die Christlichen Pfadfinderinnen und Pfadfinder der Adventjugend (CPA), der Ring Evangelischer Gemeindepfadfinder (REGP) und der Deutsche Pfadfinderbund (DPB).
Die Mitgliederzahlen der zehn größten deutschen Pfadfinderverbände liegen nach deren eigenen Angaben bei den in der folgenden Tabelle dargestellten Werten. Diese Zahlen gelten innerhalb der deutschen Pfadfinderbewegung als umstritten, da von den einzelnen Verbänden unterschiedliche Zählweisen und Mitgliedschaftskriterien angewendet werden.
| Verband    | DPSG   | VCP    | BdP    | DPV    | RR     | PSG    | REGP  | CPA   | CPD   | DPB   |
| ---------- | ------ | ------ | ------ | ------ | ------ | ------ | ----- | ----- | ----- | ----- |
| Mitglieder | 80.000 | 22.000 | 30.000 | 29.000 | 26.769 | 10.000 | 6.300 | 4.500 | 4.200 | 2.500 |

Insgesamt gibt es mehr als 230.000 Pfadfinder in Deutschland, die sich auf die in der Tabelle genannten Verbände und zahlreiche kleinere Organisationen verteilen. Das Größenspektrum reicht von der etwa 80.000 Mitglieder starken DPSG bis zu den so genannten VW-Bus-Bünden, die in besagten passen sollen.
Nahezu alle deutschen Pfadfindergruppen sind in den alten Bundesländern angesiedelt, der Anteil der ostdeutschen Pfadfinder an der Gesamtzahl macht weniger als 5 % aus.

### Liechtenstein
Die Pfadfinder und Pfadfinderinnen Liechtensteins (PPL) haben etwa 850 Mitglieder und sind der nationale Mitgliedsverband von WOSM und WAGGGS. Die PPL sind in zehn Abteilungen (Ortsgruppen) gegliedert. Sie wurden 1931 von Alexander Frick gegründet.

### Luxemburg
Die luxemburgische Pfadfinderbewegung wird durch zwei Verbände in den Weltorganisationen vertreten. WAGGGS-Mitglied sind die pluralistischen Lëtzebuerger Guiden a Scouten (LGS). Die Luxembourg Boy Scout Association vertritt die laïzistische Fédération Nationale des Eclaireurs et Eclaireuses du Luxembourg (FNEL) und die pluralistischen LGS bei WOSM. Zusammengenommen haben beide Verbände etwa 7500 Mitglieder.
Auch in Luxemburg gibt es mehrere kleinere Verbände, unter ihnen die „Royal Rangers“.

### Österreich
Der in Österreich von WAGGGS und WOSM anerkannte Verband heißt Pfadfinder und Pfadfinderinnen Österreichs (PPÖ). Er hat circa 85.000 Mitglieder in 300 Gruppen (Stand 2008). Die PPÖ gliedern sich in neun Landesverbände, diese wiederum in Bezirke bzw. Regionen (in Wien: Kolonnen), denen die einzelnen Gruppen angehören.
Neben den PPÖ existiert mit dem Österreichischen Pfadfinderbund (ÖPB) ein zweiter landesweiter Pfadfinderverband mit etwa 3000 Mitgliedern. Der ÖPB und die PPÖ haben 1995 einen Kooperationsvertrag vereinbart. Außerdem existiert die Pfadfindergilde, der die Altpfadfinder sowohl der PPÖ als auch des ÖPB angehören.
Daneben gibt es noch kleinere Pfadfinderverbände, zu denen die „Katholische Pfadfinderschaft Europas – Österreich“, die „Royal Rangers“, die Adventwacht (ADWA), die „AP-Scouts“, die „Europa Scouts“, die „Muslimischen Pfadfinderinnen und Pfadfinder Österreichs (MPÖ)“ und die „Pfadfinder in Niederösterreich“ gehören.

### Schweiz
Der Verband der Pfadfinder und Pfadfinderinnen in der Schweiz heißt Pfadibewegung Schweiz (PBS). Sie ist Mitglied von WOSM und WAGGGS. Die PBS gliedert sich in 22 Kantonalverbände. Diese sind jeweils wieder in Bezirke, Korps oder Regionen aufgeteilt, welche wiederum die mehr als 550 Abteilungen unter sich vereinen. Momentan hat die PBS über 50.000 Mitglieder (Stand 2022) und ist die größte Kinder- und Jugendorganisation der Schweiz.
Neben der PBS gibt es noch einige kleinere Gruppierungen, die nicht Mitglied der zwei Weltverbände WAGGGS und WOSM sind. Zu ihnen gehören die „Schweizerische Pfadfinderschaft Europas/Scoutisme Européen Suisse“, der „Feuerkreis Niklaus von Flüe“ und die „Royal Rangers“.

### Südtirol (Italien)
In Südtirol existiert mit der Südtiroler Pfadfinderschaft ein deutschsprachiger Pfadfinderverband mit etwa 600 Mitgliedern, der sich in seiner Arbeit an der DPSG orientiert. Er ist über die Associazione Guide e Scouts Cattolici Italiani (AGESCI) Mitglied der Federazione Italiana dello Scautismo (FIS) und damit von WOSM und WAGGGS. Zusätzlich unterhalten auch AGESCI und der zweite Mitgliedsverband der FIS, das Corpo Nazionale Giovani Esploratori ed Esploratrici Italiani (CNGEI), eigene italienischsprachige Gruppen in Südtirol.

## Symbole
Das Symbol der männlichen Pfadfinder ist die Lilie, graphisch wird aber eigentlich eine Fleur-de-Lis verwendet, das der weiblichen ein Kleeblatt. Die Lilie wird teilweise auch als geschlechterübergreifendes Symbol für alle Pfadfinder verwendet.

## Besondere Einflüsse in Deutschland

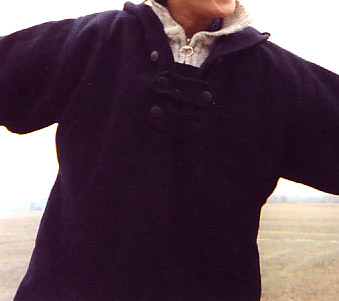
Jungenschaftsjacke

Zwischen 1918 und 1933 wurden die Pfadfinder in Deutschland stark von der Jugendbewegung und damit von den Ideen der Wandervogel-Bewegung und der Bündischen Jugend beeinflusst. Diese Einflüsse wirken heute in der deutschen Pfadfinderbewegung fort. Vor allem darin unterscheiden sich die heutigen deutschen Pfadfinder von den Pfadfinderverbänden anderer Länder. Allerdings gibt es innerhalb der deutschen Pfadfinderbewegung Unterschiede, wie stark und auf welche Weise die einzelnen Gruppen durch die Jugendbewegung beeinflusst sind.
Traditionen und Formen, die aus der internationalen Pfadfinderbewegung stammen, sind unter anderem:
- das Motto Allzeit bereit und der Pfadfindergruß Gut Pfad,
- das Pfadfindergesetz und das Pfadfinderversprechen,
- der Pfadfindergruß mit der linken Hand,
- die Pfadfinderkluft (oder auch Pfadfindertracht),
- das Prinzip der Kleingruppe (Truppprinzip oder Sippenprinzip), bei dem in einer Gruppe Kinder oder Jugendliche der gleichen Altersstufe zusammengeschlossen sind,
- die Führung der Gruppen hauptsächlich durch Erwachsene, bei der Jugendliche lediglich Kleingruppen teilautonom führen können, die Verantwortung für die Gruppen aber immer bei erwachsenen Leitern liegt.

Aus der deutschen Jugendbewegung beziehungsweise der Bündischen Jugend kommen zum Beispiel:
- die Verwendung von Kohten und Jurten,
- die Jungenschaftsjacke,
- eine spezifische Singkultur mit einem charakteristischen Liedgut,
- das Auf-Fahrt-Gehen,
- das Stammesprinzip, bei dem Gruppen aller Altersstufen eines Ortes in einem Stamm (statt ursprünglich „Trupp“) zusammengeschlossen sind,
- die Verstärkung des Prinzips „Jugend führt Jugend“ durch eine weitgehende Autonomie der Kleingruppe Sippe (statt ursprünglich „Patrouille“).

Insgesamt hat sich dadurch in der deutschen Pfadfinderbewegung ein stärkerer Bezug auf Arbeit in der Natur und Abenteuer als in anderen Ländern erhalten.